# Marianne Zollner
Marianne Zollner (* 27. Dezember 1956 in Mühldorf am Inn als Maria Anna Dasch) ist eine deutsche Politikerin (SPD) und war vom 1. April 2014 bis 30. April 2020 Bürgermeisterin der Stadt Mühldorf am Inn.

## Leben
Zollner wurde als zweites von zehn Kindern des CSU-Politikers und Bundestagsabgeordneten Valentin Dasch und dessen Frau Anni geboren. Sie wuchs im oberbayrischen Zangberg auf. Nach dem Besuch der Volksschule in Zangberg wechselte sie 1968 auf das Ruperti-Gymnasium in Mühldorf, wo sie 1976 das Abitur ablegte. Nach Betätigung als selbstständige Einzelhändlerin in Mühldorf und Anstellungen als Verwaltungsangestellte studierte sie von 1997 bis 2001 Soziale Arbeit an der Katholischen Stiftungsfachhochschule München und schloss als Diplom-Sozialpädagogin (FH) ab. Ab 2000 bei der Arbeiterwohlfahrt tätig, arbeitete Zollner seit 2002 als Sozialpädagogin im Haus der Begegnung des AWO-Ortsvereins Mühldorf, ab 2006 als Leiterin.
Bei den Kommunalwahlen 2008 wurde Zollner für die SPD in den Stadtrat von Mühldorf gewählt und übernahm dort 2010 den Fraktionsvorsitz der SPD. Für die Kommunalwahl 2014 wurde Zollner von der SPD als Bürgermeisterkandidatin aufgestellt und als Nachfolgerin von Günther Knoblauch in der Stichwahl mit 52,33 Prozent der Stimmen als erste Frau in das Bürgermeisteramt von Mühldorf am Inn gewählt. Laut dem Magazin Focus hatte sie sich schon 2012 zum Ziel gesetzt, Bürgermeisterin von Mühldorf zu werden. 2020 erreichte sie im ersten Wahlgang 48,54 % und unterlag in der Stichwahl Michael Hetzl (Unabhängige Mühldorfer) mit 49,25 %.
Zollner ist verheiratet und hat einen Sohn.

## Veröffentlichungen
- Helafant alhir! Die Reise des Elefanten Soliman von Spanien über Mühldorf nach Wien. In: Das Mühlrad. Beiträge zur Geschichte des Landes an Isen, Rott und Inn. Band 50, Heimatbund Mühldorf, 2008, S. 7–22 (Making-of).